# Copa Profesional de Microfútbol 2015 (Colombia)
La Copa Hero-Claro Masculina de Microfútbol 2015 fue la séptima edición de la Copa Profesional de Microfútbol. Comenzó a disputarse el 28 de julio. 18 es el número de equipos que jugaron esta temporada. El 26 de agosto se presentó a Hero MotoCorp como nuevo patrocinador del torneo junto al ya asociado Claro Sports.

## Sistema de juego
En la primera fase se jugaron 18 fechas bajo el sistema de todos contra todos en cada grupo, como ambos grupos contaron con 9 equipos cada uno habrá en cada jornada un (1) partido intergrupo. Los cuatro primeros de cada grupo avanzaran a la segunda fase o de confrontación directa jugando partidos de ida y vuelta cerrando de local los 4 mejores equipos. Las llaves en la segunda fase se conformarán así:
- Segunda fase

Llave 1: (1° del Grupo A) vs. (4° del Grupo B)
 Llave 2: (1° del Grupo B) vs. (4° del Grupo A)
Llave 3: (2° del Grupo A) vs. (3° del Grupo B)
Llave 4: (2° del Grupo B) vs. (3° del Grupo A)
- Semifinales

Los ganadores de cada llave accederán a la semifinal de la siguiente manera:
(F1) Ganador Llave 1 vs. Ganador Llave 4
(F1) Ganador Llave 2 vs. Ganador Llave 3
- Final

Como resultado quedarán dos equipos que disputarán la final de la V Copa Postobon de Microfútbol.

## Datos de los clubes
| Equipo                        | Departamento       | Ciudad                 | Coliseo                                        | Aforo |
| ----------------------------- | ------------------ | ---------------------- | ---------------------------------------------- | ----- |
| Barrancabermeja Ciudad Futuro | Santander          | Barrancabermeja        | Coliseo Luis Fernando Castellanos              |       |
| Bello Innovar 80              | Antioquia          | Bello                  | Coliseo Tulio Ospina                           |       |
| Caciques del Quindío          | Quindío            | Calarcá                | Coliseo del Sur                                | 5 000 |
| Esmeraldas Duitama            | Boyacá             | Duitama                | Coliseo IMDECUR                                |       |
| Faraones de Pitalito          | Huila              | Pitalito               |                                                |       |
| Heroicos de Cartagena         | Bolívar            | Cartagena              | Coliseo Northon Madrid                         |       |
| Huila Futsalón                | Huila              | Neiva y Pitalito       | Coliseo Álvaro Sánchez Silva (Neiva)           |       |
| Independiente Santander       | Santander          | Bucaramanga            | Coliseo Edmundo Luna Santos                    |       |
| La Noria FSC                  | Cundinamarca       | Villeta                | Coliseo Municipal                              |       |
| Llaneros de Tauramena         | Casanare           | Tauramena              |                                                |       |
| Leones de Nariño              | Nariño             | Pasto                  | Coliseo Sergio Antonio Ruano                   |       |
| Ocaña FDS                     | Norte de Santander | Ocaña                  | Coliseo Argelino Durán Quintero                |       |
| Pereira Hotel Tangara         | Risaralda          | Pereira                | Coliseo Mayor Rafael Cuartas Gaviria           |       |
| P&Z Bogotá Humana             | Bogotá             | Bogotá                 | Coliseo Cayetano Cañizares                     |       |
| Real Cafetero                 | Quindío            | Armenia                | Coliseo del Café Coliseo Municipal de Circasia |       |
| Real Caldas FS                | Caldas             | Manizales              | Coliseo Ramón Marín Vargas                     |       |
| Tolima Syscafe                | Tolima             | Ibagué                 | Coliseo Enrique Triana Castillo                |       |
| Villavarmy FSC                | Santander          | San Vicente de Chucurí | Coliseo Sacramento Tristancho                  |       |

## Todos Contra Todos

### Grupo A
| Pos | Equipo                      | Pts | PJ | PG | PE | PP | GF | GC | Dif |
| --- | --------------------------- | --- | -- | -- | -- | -- | -- | -- | --- |
| 1.  | P&Z Bogotá Humana           | 30  | 18 | 14 | 2  | 2  | 98 | 50 | 48  |
| 2.  | Independiente Santander FSC | 25  | 18 | 11 | 3  | 4  | 76 | 42 | 34  |
| 3.  | Esmeraldas Duitama FSC      | 19  | 18 | 7  | 5  | 6  | 52 | 47 | 5   |
| 4.  | Llaneros de Tauramena       | 19  | 18 | 7  | 5  | 6  | 62 | 61 | 1   |
| 5.  | Ocaña FDS                   | 18  | 18 | 6  | 6  | 6  | 68 | 61 | 7   |
| 6.  | Heroicos de Cartagena       | 15  | 18 | 6  | 3  | 9  | 61 | 71 | -10 |
| 7.  | Club Barrancabermeja CF     | 10  | 18 | 2  | 6  | 10 | 55 | 78 | -23 |
| 8.  | Club Villavarmy FSC         | 10  | 18 | 4  | 2  | 12 | 57 | 99 | -42 |
| 9.  | La Noria FSC - Cundinamarca | 10  | 18 | 3  | 4  | 11 | 48 | 91 | -43 |

### Grupo B
| Pos | Equipo                     | Pts | PJ | PG | PE | PP | GF  | GC  | Dif |
| --- | -------------------------- | --- | -- | -- | -- | -- | --- | --- | --- |
| 1.  | Bello Innovar 80           | 29  | 18 | 14 | 1  | 3  | 77  | 38  | 39  |
| 2.  | Real Caldas FS             | 25  | 18 | 12 | 1  | 5  | 90  | 53  | 37  |
| 3.  | Caciques del Quindío FSC   | 25  | 18 | 12 | 1  | 5  | 82  | 56  | 26  |
| 4.  | Club Real Cafetero         | 23  | 18 | 11 | 1  | 6  | 68  | 43  | 25  |
| 5.  | Club Faraones de Pitalito  | 23  | 18 | 10 | 3  | 5  | 86  | 57  | 29  |
| 6.  | Club Leones de Nariño      | 16  | 18 | 8  | 0  | 10 | 111 | 80  | 31  |
| 7.  | Pereira FS - Hotel Tangara | 16  | 18 | 7  | 2  | 9  | 86  | 83  | 3   |
| 8.  | Club Tolima Syscafe        | 7   | 18 | 2  | 3  | 13 | 40  | 112 | -72 |
| 9.  | Huila Futsalón             | 4   | 18 | 1  | 2  | 15 | 33  | 131 | -98 |

 Pts=Puntos; PJ=Partidos jugados; G=Partidos ganados; E=Partidos empatados; P=Partidos perdidos; GF=Goles a favor; GC=Goles en contra; DIF=Diferencia de gol
|  | Clasificados a cuartos de final como líderes de grupo. |
|  | Clasificados a cuartos de final.                       |
|  | Eliminado.                                             |

### Resultados
La hora de cada encuentro corresponde al huso horario que rige a Colombia (UTC-5)
Nota: Los horarios y partidos de televisión se definen la semana previa a cada jornada, generalmente a las 8:00 PM. El canal Claro Sports Colombia de Claro TV es el medio de difusión por televisión autorizado por la Fecolfutsalon para la transmisión por cable de tres partidos por fecha (Jueves - Sábado - Martes).
La primera fase se juega con 18 fechas.
| P&Z Bogotá Humana           | 11 - 5 | Llaneros de Tauramena        | Cayetano Cañizares, Bogotá                 | Grupo A     | 20 de junio 8:00 P. m. |
| Club Barrancabermeja CF     | 1 - 1  | Ocaña FDS                    | Luis Fernando Castellanos, Barrancabermeja | Grupo A     | 20 de junio 8:00 P. m. |
| Heroicos de Cartagena       | 2 - 3  | La Noria FSC - Cundinamarca  | Northon Madrid Picot, Cartagena            | Grupo A     | 20 de junio 8:00 P. m. |
| Club Villavarmy FSC         | 4 - 5  | Esmeraldas Duitama FSC       | Sacramento Tristancho, San Vicente         | Grupo A     | 20 de junio 8:00 P. m. |
| Independiente Santander FSC | 1 - 5  | Bello Innovar 80             | Edmundo Luna Santos, Bucaramanga           | Intergrupos | 20 de junio 8:00 P. m. |
| Caciques del Quindío FSC    | 4 - 3  | Club Faraones de Pitalito    | Club de Leones, Quimbaya                   | Grupo B     | 20 de junio 8:00 P. m. |
| Club Leones de Nariño       | 6 - 2  | Pereira FS - Hotel Tangarife | Sergio Antonio Ruano, Pasto                | Grupo B     | 20 de junio 8:00 P. m. |
| Club Tolima Syscafé         | 5 - 1  | Huila Futsalón               | Municipal de Cajamarca, Cajamarca          | Grupo B     | 20 de junio 8:00 P. m. |
| Real Caldas FS              | 5 - 4  | Club Real Cafetero           | Ramón Marín Vargas, Manizales              | Grupo B     | 20 de junio 8:00 P. m. |

| Independiente Santander FSC  | 2 - 2  | P&Z Bogotá Humana         | Edmundo Luna Santos, Bucaramanga  | Grupo A     | 27 de junio 8:00 P. m. |
| La Noria FSC - Cundinamarca  | 3 - 3  | Club Villavarmy FSC       | Municipal de La Calera, La Calera | Grupo A     | 27 de junio 8:00 P. m. |
| Ocaña FDS                    | 8 - 6  | Heroicos de Cartagena     | Argelino Durán Quintero, Ocaña    | Grupo A     | 27 de junio 8:00 P. m. |
| Llaneros de Tauramena        | 4 - 3  | Club Barrancabermeja CF   | INDERTA, Tauramena                | Grupo A     | 27 de junio 8:00 P. m. |
| Club Real Cafetero           | 3 - 2  | Esmeraldas Duitama FSC    | El Sur de Armenia, Armenia        | Intergrupos | 27 de junio 8:00 P. m. |
| Huila Futsalón               | 1 - 2  | Real Caldas FS            | Municipal de Rivera, Rivera       | Grupo B     | 27 de junio 8:00 P. m. |
| Pereira FS - Hotel Tangarife | 12 - 2 | Club Tolima Syscafe       | Mayor Rafael Cuartas, Pereira     | Grupo B     | 27 de junio 8:00 P. m. |
| Club Leones de Nariño        | 4 - 5  | Club Faraones de Pitalito | Sergio Antonio Ruano, Pasto       | Grupo B     | 27 de junio 8:00 P. m. |
| Bello Innovar 80             | 7 - 2  | Caciques del Quindío FSC  | Tulio Ospina, Bello               | Grupo B     | 27 de junio 8:00 P. m. |

| Club Barrancabermeja CF | 2 - 5  | Independiente Santander FSC | Luis Fernando Castellanos, Barrancabermeja | Grupo A     | 4 de julio 8:00 P. m. |
| Heroicos de Cartagena   | 4 - 8  | Llaneros de Tauramena       | Northon Madrid Picot, Cartagena            | Grupo A     | 4 de julio 8:00 P. m. |
| Club Villavarmy FSC     | 5 - 3  | Ocaña FDS                   | Sacramento Tristancho, San Vicente         | Grupo A     | 4 de julio 8:00 P. m. |
| Esmeraldas Duitama FSC  | 3 - 0  | La Noria FSC - Cundinamarca | Mayor de Duitama, Duitama                  | Grupo A     | 4 de julio 8:00 P. m. |
| P&Z Bogotá Humana       | 1 - 3  | Caciques del Quindío FSC    | Cayetano Cañizares, Bogotá                 | Intergrupos | 4 de julio 8:00 P. m. |
| Club Leones de Nariño   | 6 - 4  | Bello Innovar 80            | Sergio Antonio Ruano, Pasto                | Grupo B     | 4 de julio 8:00 P. m. |
| Club Tolima Syscafe     | 1 - 7  | Club Faraones de Pitalito   | Municipal de Cajamarca, Cajamarca          | Grupo B     | 4 de julio 8:00 P. m. |
| Real Caldas FS          | 3 - 3  | Pereira FS - Hotel Tangara  | Ramón Marin Vargas, Manizales              | Grupo B     | 4 de julio 8:00 P. m. |
| Club Real Cafetero      | 11 - 1 | Huila Futsalón              | El Sur de Armenia, Armenia                 | Grupo B     | 4 de julio 8:00 P. m. |

| Ocaña FDS                   | 1 - 5 | Esmeraldas Duitama FSC      | Argelino Durán Quintero, Ocaña    | Grupo A     | 8 de julio 8:00 P. m. |
| Llaneros de Tauramena       | 5 - 1 | Club Villavarmy FSC         | INDERTA, Tauramena                | Grupo A     | 8 de julio 8:00 P. m. |
| Independiente Santander FSC | 3 - 0 | Heroicos de Cartagena       | Edmundo Luna Santos, Bucaramanga  | Grupo A     | 8 de julio 8:00 P. m. |
| P&Z Bogotá Humana           | 9 - 2 | Club Barrancabermeja CF     | Cayetano Cañizares, Bogotá        | Grupo A     | 8 de julio 8:00 P. m. |
| Huila Futsalón              | 4 - 2 | La Noria FSC - Cundinamarca | Álvaro Sánchez Silva, Neiva       | Intergrupos | 8 de julio 8:00 P. m. |
| Bello Innovar 80            | 0 - 0 | Club Tolima Syscafe         | Tulio Ospina, Bello               | Grupo B     | 8 de julio 8:00 P. m. |
| Pereira FS - Hotel Tangara  | 1 - 4 | Club Real Cafetero          | Mayor Rafael Cuartas, Pereira     | Grupo B     | 8 de julio 8:00 P. m. |
| Club Faraones de Pitalito   | 4 - 3 | Real Caldas FS              | Municipal de Pitalito, Pitalito   | Grupo B     | 8 de julio 8:00 P. m. |
| Caciques del Quindío FSC    | 6 - 4 | Club Leones de Nariño       | Municipal Sur de Calarcá, Calarcá | Grupo B     | 8 de julio 8:00 P. m. |

| Heroicos de Cartagena       | 5 - 5 | P&Z Bogotá Humana           | Northon Madrid Picot, Cartagena            | Grupo A     | 11 de julio 8:00 P. m. |
| Club Villavarmy FSC         | 6 - 4 | Independiente Santander FSC | Sacramento Tristancho, San Vicente         | Grupo A     | 11 de julio 8:00 P. m. |
| Esmeraldas Duitama FSC      | 3 - 3 | Llaneros de Tauramena       | Mayor de Duitama, Duitama                  | Grupo A     | 11 de julio 8:00 P. m. |
| La Noria FSC - Cundinamarca | 3 - 4 | Ocaña FDS                   | Municipal de La Calera, La Calera          | Grupo A     | 11 de julio 8:00 P. m. |
| Club Barrancabermeja CF     | 3 - 5 | Club Leones de Nariño       | Luis Fernando Castellanos, Barrancabermeja | Intergrupos | 11 de julio 8:00 P. m. |
| Club Tolima Syscafé         | 3 - 3 | Caciques del Quindío FSC    | Séptima Etapa el Jordán, Ibagué            | Grupo B     | 11 de julio 8:00 P. m. |
| Real Caldas FS              | 4 - 5 | Bello Innovar 80            | Ramón Marín Vargas, Manizales              | Grupo B     | 11 de julio 8:00 P. m. |
| Club Real Cafetero          | 1 - 3 | Club Faraones de Pitalito   | El Sur de Armenia, Armenia                 | Grupo B     | 11 de julio 8:00 P. m. |
| Huila Futsalón              | 3 - 9 | Pereira FS - Hotel Tangara  | Álvaro Sánchez Silva, Neiva                | Grupo B     | 11 de julio 8:00 P. m. |

| Llaneros de Tauramena       | 5 - 3 | La Noria FSC - Cundinamarca | INDERTA, Tauramena                         | Grupo A     | 18 de julio 8:00 P. m. |
| Independiente Santander FSC | 2 - 1 | Esmeraldas Duitama FSC      | Edmundo Luna Santos, Bucaramanga           | Grupo A     | 18 de julio 8:00 P. m. |
| P&Z Bogotá Humana           | 4 - 1 | Club Villavarmy FSC         | Cayetano Cañizares, Bogotá                 | Grupo A     | 18 de julio 8:00 P. m. |
| Club Barrancabermeja CF     | 4 - 2 | Heroicos de Cartagena       | Luis Fernando Castellanos, Barrancabermeja | Grupo A     | 18 de julio 8:00 P. m. |
| Pereira FS - Hotel Tangara  | 4 - 4 | Ocaña FDS                   | Mayor Rafael Cuartas, Pereira              | Intergrupos | 18 de julio 8:00 P. m. |
| Club Faraones de Pitalito   | 7 - 1 | Huila Futsalón              | Municipal de Pitalito, Pitalito            | Grupo B     | 18 de julio 8:00 P. m. |
| Bello Innovar 80            | 1 - 3 | Club Real Cafetero          | Tulio Ospina, Bello                        | Grupo B     | 18 de julio 8:00 P. m. |
| Caciques del Quindío FSC    | 4 - 2 | Real Caldas FS              | Municipal Sur de Calarcá, Calarcá          | Grupo B     | 18 de julio 8:00 P. m. |
| Club Leones de Nariño       | 8 - 3 | Club Tolima Syscafe         | Sergio Antonio Ruano, Pasto                | Grupo B     | 18 de julio 8:00 P. m. |

| Club Villavarmy FSC         | 3 - 2 | Club Barrancabermeja CF     | Sacramento Tristancho, San Vicente | Grupo A     | 25 de julio 8:00 P. m. |
| Esmeraldas Duitama FSC      | 2 - 6 | P&Z Bogotá Humana           | Mayor de Duitama, Duitama          | Grupo A     | 25 de julio 8:00 P. m. |
| La Noria FSC - Cundinamarca | 1 - 7 | Independiente Santander FSC | Municipal de La Calera, La Calera  | Grupo A     | 25 de julio 8:00 P. m. |
| Ocaña FDS                   | 3 - 3 | Llaneros de Tauramena       | Argelino Durán Quintero, Ocaña     | Grupo A     | 25 de julio 8:00 P. m. |
| Heroicos de Cartagena       | 5 - 2 | Club Tolima Syscafé         | Northon Madrid Picot, Cartagena    | Intergrupos | 25 de julio 8:00 P. m. |
| Real Caldas FS              | 6 - 5 | Club Leones de Nariño       | Ramón Marín Vargas, Manizales      | Grupo B     | 25 de julio 8:00 P. m. |
| Club Real Cafetero          | 3 - 2 | Caciques del Quindío FSC    | El Sur de Armenia, Armenia         | Grupo B     | 25 de julio 8:00 P. m. |
| Huila Futsalón              | 2 - 3 | Bello Innovar 80            | Álvaro Sánchez Silva, Neiva        | Grupo B     | 25 de julio 8:00 P. m. |
| Pereira FS - Hotel Tangara  | 5 - 4 | Club Faraones de Pitalito   | Mayor Rafael Cuartas, Pereira      | Grupo B     | 25 de julio 8:00 P. m. |

| Independiente Santander FSC | 4 - 3 | Ocaña FDS                   | Edmundo Luna Santos, Bucaramanga           | Grupo A     | 29 de julio 8:00 P. m. |
| P&Z Bogotá Humana           | 7 - 1 | La Noria FSC - Cundinamarca | Cayetano Cañizares, Bogotá                 | Grupo A     | 29 de julio 8:00 P. m. |
| Club Barrancabermeja CF     | 5 - 5 | Esmeraldas Duitama FSC      | Luis Fernando Castellanos, Barrancabermeja | Grupo A     | 29 de julio 8:00 P. m. |
| Heroicos de Cartagena       | 6 - 4 | Club Villavarmy FSC         | Northon Madrid Picot, Cartagena            | Grupo A     | 29 de julio 8:00 P. m. |
| Club Faraones de Pitalito   | 9 - 3 | Llaneros de Tauramena       | Municipal de Pitalito, Pitalito            | Intergrupos | 29 de julio 8:00 P. m. |
| Bello Innovar 80            | 5 - 2 | Pereira FS - Hotel Tangara  | Tulio Ospina, Bello                        | Grupo B     | 29 de julio 8:00 P. m. |
| Caciques del Quindío FSC    | 6 - 2 | Huila Futsalón              | Sur de Calarcá, Calarcá                    | Grupo B     | 29 de julio 8:00 P. m. |
| Club Leones de Nariño       | 3 - 2 | Club Real Cafetero          | Sergio Antonio Ruano, Pasto                | Grupo B     | 29 de julio 8:00 P. m. |
| Club Tolima Syscafé         | 3 - 5 | Real Caldas FS              | Séptima Etapa El Jordán, Ibagué            | Grupo B     | 29 de julio 8:00 P. m. |

| Esmeraldas Duitama FSC      | 3 - 0  | Heroicos de Cartagena       | Mayor de Duitama, Duitama          | Grupo A     | 1 de agosto 8:00 P. m. |
| La Noria FSC - Cundinamarca | 5 - 5  | Club Barrancabermeja FC     | Municipal de La Calera, La Calera  | Grupo A     | 1 de agosto 8:00 P. m. |
| Ocaña FDS                   | 1 - 4  | P&Z Bogotá Humana           | Argelino Durán Quintero, Ocaña     | Grupo A     | 1 de agosto 8:00 P. m. |
| Llaneros de Tauramena       | 1 - 2  | Independiente Santander FSC | INDERTA, Tauramena                 | Grupo A     | 1 de agosto 8:00 P. m. |
| Club Villavarmy FSC         | 4 - 10 | Real Caldas FS              | Sacramento Tristancho, San Vicente | Intergrupos | 1 de agosto 8:00 P. m. |
| Club Real Cafetero          | 7 - 2  | Club Tolima Syscafé         | El Sur de Armenia, Armenia         | Grupo B     | 1 de agosto 8:00 P. m. |
| Huila Futsalón              | 2 - 6  | Club Leones de Nariño       | Álvaro Sánchez Silva, Neiva        | Grupo B     | 1 de agosto 8:00 P. m. |
| Pereira FS - Hotel Tangara  | 6 - 7  | Caciques del Quindío FSC    | Mayor Rafael Cuartas, Pereira      | Grupo B     | 1 de agosto 8:00 P. m. |
| Club Faraones de Pitalito   | 4 - 2  | Bello Innovar 80            | Municipal de Pitalito, Pitalito    | Grupo B     | 1 de agosto 8:00 P. m. |

| Llaneros de Tauramena       | 0 - 3 | P&Z Bogotá Humana           | INDERTA, Tauramena                | Grupo A     | 8 de agosto 8:00 P. m. |
| Ocaña FDS                   | 6 - 6 | Club Barrancabermeja FC     | Argelino Durán Quintero, Ocaña    | Grupo A     | 8 de agosto 8:00 P. m. |
| La Noria FSC - Cundinamarca | 3 - 4 | Heroicos de Cartagena       | Municipal de La Calera, La Calera | Grupo A     | 8 de agosto 8:00 P. m. |
| Esmeraldas Duitama FSC      | 4 - 2 | Club Villavarmy FSC         | Mayor de Duitama, Duitama         | Grupo A     | 8 de agosto 8:00 P. m. |
| Bello Innovar 80            | 3 - 1 | Independiente Santander FSC | Tulio Ospina, Bello               | Intergrupos | 8 de agosto 8:00 P. m. |
| Club Faraones de Pitalito   | 2 - 3 | Caciques del Quindío FSC    | Municipal de Pitalito, Pitalito   | Grupo B     | 8 de agosto 8:00 P. m. |
| Pereira FS - Hotel Tangara  | 7 - 6 | Club Leones de Nariño       | Mayor Rafael Cuartas, Pereira     | Grupo B     | 8 de agosto 8:00 P. m. |
| Huila Futsalón              | 5 - 5 | Club Tolima Syscafé         | Álvaro Sánchez Silva, Neiva       | Grupo B     | 8 de agosto 8:00 P. m. |
| Club Real Cafetero          | 2 - 5 | Real Caldas FS              | El Sur de Armenia, Armenia        | Grupo B     | 8 de agosto 8:00 P. m. |

| Club Villavarmy FSC       | 3 - 3 | La Noria FSC - Cundinamarca | Sacramento Tristancho, San Vicente         | Grupo A     | 15 de agosto 8:00 P. m.  |
| Heroicos de Cartagena     | 5 - 1 | Ocaña FDS                   | Northon Madrid Picot, Cartagena            | Grupo A     | 15 de agosto 8:00 P. m.  |
| P&Z Bogotá Humana         | 5 - 6 | Independiente Santander FSC | Cayetano Cañizares, Bogotá                 | Grupo A     | 15 de agosto 8:00 P. m.  |
| Club Barrancabermeja FC   | 3 - 1 | Llaneros de Tauramena       | Luis Fernando Castellanos, Barrancabermeja | Grupo A     | 16 de agosto 8:00 P. m.  |
| Esmeraldas Duitama FSC    | 1 - 4 | Club Real Cafetero          | Mayor de Duitama, Duitama                  | Intergrupos | 15 de agosto 8:00 P. m.  |
| Club Faraones de Pitalito | 9 - 6 | Club Leones de Nariño       | Municipal de Pitalito, Pitalito            | Grupo B     | 15 de agosto 8:00 P. m.  |
| Caciques del Quindío FSC  | 2 - 3 | Bello Innovar 80            | Sur de Calarcá, Calarcá                    | Grupo B     | 15 de agosto 8:00 P. m.  |
| Real Caldas FS            | 6 - 0 | Huila Futsalón              | Ramón Marín Vargas, Manizales              | Grupo B     | 15 de agosto 8:00 P. m.  |
| Club Tolima Syscafé       | 1 - 3 | Pereira FS - Hotel Tangara  | Séptima Etapa El Jordán, Ibagué            | Grupo B     | 16 de agosto 09:00 P. m. |

| Independiente Santander FSC | 2 - 1  | Club Barrancabermeja CF | Edmundo Luna Santos, Bucaramanga  | Grupo A     | 22 de agosto 8:00 P. m. |
| Ocaña FDS                   | 5 - 1  | Club Villavarmy FSC     | Argelino Durán Quintero, Ocaña    | Grupo A     | 22 de agosto 8:00 P. m. |
| La Noria FSC - Cundinamarca | 3 - 1  | Esmeraldas Duitama FSC  | Municipal de La Calera, La Calera | Grupo A     | 22 de agosto 8:00 P. m. |
| Llaneros de Tauramena       | 4 - 3  | Heroicos de Cartagena   | INDERTA, Tauramena                | Grupo A     | 22 de agosto 8:00 P. m. |
| Caciques del Quindío FSC    | 3 - 4  | P&Z Bogotá Humana       | Sur de Calarcá, Calarcá           | Intergrupos | 22 de agosto 8:00 P. m. |
| Club Faraones de Pitalito   | 12 - 3 | Club Tolima Syscafé     | Municipal de Pitalito, Pitalito   | Grupo B     | 22 de agosto 8:00 P. m. |
| Pereira FS - Hotel Tangara  | 2 - 4  | Real Caldas FS          | Mayor Rafael Cuartas, Pereira     | Grupo B     | 22 de agosto 8:00 P. m. |
| Huila Futsalón              | 0 - 2  | Club Real Cafetero      | Álvaro Sánchez Silva, Neiva       | Grupo B     | 22 de agosto 8:00 P. m. |
| Bello Innovar 80            | 7 - 4  | Club Leones de Nariño   | Tulio Ospina, Bello               | Grupo B     | 22 de agosto 8:00 P. m. |

| Esmeraldas Duitama FSC      | 1 - 1 | Ocaña FDS                   | Mayor de Duitama, Duitama                  | Grupo A     | 26 de agosto 8:00 P. m. |
| Club Villavarmy FSC         | 4 - 6 | Llaneros de Tauremena       | Sacramento Tristancho, San Vicente         | Grupo A     | 26 de agosto 8:00 P. m. |
| Heroicos de Cartagena       | 3 - 3 | Independiente Santander FSC | Northon Madrid Picot, Cartagena            | Grupo A     | 26 de agosto 8:00 P. m. |
| Club Barrancabermeja CF     | 3 - 5 | P&Z Bogotá Humana           | Luis Fernando Castellanos, Barrancabermeja | Grupo A     | 26 de agosto 8:00 P. m. |
| La Noria FSC - Cundinamarca | 8 - 1 | Huila Futsalón              | Municipal de La Calera, La Calera          | Intergrupos | 26 de agosto 8:00 P. m. |
| Club Real Cafetero          | 2 - 6 | Pereira FS - Hotel Tangara  | Mayor Rafael Cuartas, Pereira              | Grupo B     | 26 de agosto 8:00 P. m. |
| Club Tolima Syscafé         | 0 - 6 | Bello Innovar 80            | Séptima Etapa El Jordán, Ibagué            | Grupo B     | 26 de agosto 8:00 P. m. |
| Club Leones de Nariño       | 2 - 4 | Caciques del Quindío FSC    | Sergio Antonio Ruano, Pasto                | Grupo B     | 26 de agosto 8:00 P. m. |
| Real Caldas FS              | 3 - 2 | Club Faraones de Pitalito   | Ramón Marín Vargas, Manizales              | Grupo B     | 26 de agosto 8:00 P. m. |

| Independiente Santander FSC | 13 - 1 | Club Villavarmy FSC         | Edmundo Luna Santos, Bucaramanga | Grupo A     | 29 de agosto 8:00 P. m. |
| P&Z Bogotá Humana           | 7 - 0  | Heroicos de Cartagena       | Cayetano Cañizares, Bogotá       | Grupo A     | 29 de agosto 8:00 P. m. |
| Llaneros de Tauramena       | 1 - 1  | Esmeraldas Duitama FSC      | INDERTA, Tauramena               | Grupo A     | 29 de agosto 8:00 P. m. |
| Ocaña FDS                   | 12 - 2 | La Noria FSC - Cundinamarca | Argelino Durán Quintero, Ocaña   | Grupo A     | 29 de agosto 8:00 P. m. |
| Club Leones de Nariño       | 10 - 5 | Club Barrancabermeja CF     | Sergio Antonio Ruano, Pasto      | Intergrupos | 29 de agosto 8:00 P. m. |
| Bello Innovar 80            | 3 - 2  | Real Caldas FS              | Tulio Ospina, Bello              | Grupo B     | 29 de agosto 8:00 P. m. |
| Caciques del Quindío FSC    | 11 - 1 | Club Tolima Syscafé         | Sur de Calarcá, Calarcá          | Grupo B     | 29 de agosto 8:00 P. m. |
| Club Faraones de Pitalito   | 2 - 2  | Club Real Cafetero          | Municipal de Pitalito, Pitalito  | Grupo B     | 29 de agosto 8:00 P. m. |
| Pereira FS - Hotel Tangara  | 12 - 4 | Huila Futsalón              | Mayor Rafael Cuartas, Pereira    | Grupo B     | 29 de agosto 8:00 P. m. |

| La Noria FSC - Cundinamarca | 0 - 8 | Llaneros de Tauramena       | Paseo Real, La Calera              | Grupo A     | 5 de septiembre 8:00 P. m. |
| Esmeraldas Duitama FSC      | 2 - 2 | Independiente Santander FSC | Municipal de Paipa, Paipa          | Grupo A     | 5 de septiembre 8:00 P. m. |
| Club Villavarmy FSC         | 5 - 8 | P&Z Bogotá Humana           | Sacramento Tristancho, San Vicente | Grupo A     | 5 de septiembre 8:00 P. m. |
| Heroicos de Cartagena       | 3 - 3 | Club Barrancabermeja CF     | Northon Madrid Picot, Cartagena    | Grupo A     | 5 de septiembre 8:00 P. m. |
| Ocaña FDS                   | 7 - 3 | Pereira FS - Hotel Tangara  | Argelino Durán Quintero, Ocaña     | Intergrupos | 5 de septiembre 8:00 P. m. |
| Club Real Cafetero          | 2 - 3 | Bello Innovar 80            | El Sur de Armenia, Armenia         | Grupo B     | 5 de septiembre 8:00 P. m. |
| Huila Futsalón              | 1 - 1 | Club Faraones de Pitalito   | Álvaro Sánchez Silva, Neiva        | Grupo B     | 5 de septiembre 8:00 P. m. |
| Real Caldas FS              | 4 - 5 | Caciques del Quindío FSC    | Ramón Marín Vargas, Manizales      | Grupo B     | 5 de septiembre 8:00 P. m. |
| Club Tolima Syscafé         | 5 - 2 | Club Leones de Nariño       | Séptima Etapa El Jordán, Ibagué    | Grupo B     | 5 de septiembre 8:00 P. m. |

| Club Barrancabermeja CF     | 3 - 5  | Club Villavarmy FSC         | Luis Fernando Castellanos, Barrancabermeja | Grupo A     | 12 de septiembre 8:00 P. m. |
| P&Z Bogotá Humana           | 6 - 4  | Esmeraldas Duitama FSC      | Cayetano Cañizares, Bogotá                 | Grupo A     | 12 de septiembre 8:00 P. m. |
| Independiente Santander FSC | 13 - 2 | La Noria FSC - Cundinamarca | Edmundo Luna Santos, Bucaramanga           | Grupo A     | 12 de septiembre 8:00 P. m. |
| Llaneros de Tauramena       | 2 - 2  | Ocaña FDS                   | INDERTA, Tauramena                         | Grupo A     | 12 de septiembre 8:00 P. m. |
| Club Tolima Syscafé         | 1 - 2  | Heroicos de Cartagena       | Séptima Etapa El Jordán, Ibagué            | Intergrupos | 12 de septiembre 8:00 P. m. |
| Club Leones de Nariño       | 4 - 5  | Real Caldas FS              | Sergio Antonio Ruano, Pasto                | Grupo B     | 12 de septiembre 8:00 P. m. |
| Caciques del Quindío FSC    | 2 - 3  | Club Real Cafetero          | Municipal de Calarcá, Calarcá              | Grupo B     | 12 de septiembre 8:00 P. m. |
| Bello Innovar 80            | 10 - 1 | Huila Futsalón              | Tulio Ospina, Bello                        | Grupo B     | 12 de septiembre 8:00 P. m. |
| Club Faraones de Pitalito   | 8 - 4  | Pereira FS - Hotel Tangara  | Municipal de Pitalito, Pitalito            | Grupo B     | 12 de septiembre 8:00 P. m. |

| Ocaña FDS                   | 3 - 2  | Independiente Santander FSC | Argelino Durán Quintero, Ocaña     | Grupo A     | 19 de septiembre 8:00 P. m. |
| La Noria FSC - Cundinamarca | 4 - 7  | P&Z Bogotá Humana           | Municipal de La Calera, La Calera  | Grupo A     | 19 de septiembre 8:00 P. m. |
| Esmeraldas Duitama FSC      | 5 - 2  | Club Barrancabermeja CF     | Municipal de Paipa, Paipa          | Grupo A     | 19 de septiembre 8:00 P. m. |
| Club Villavarmy FSC         | 4 - 8  | Heroicos de Cartagena       | Sacramento Tristancho, San Vicente | Grupo A     | 19 de septiembre 8:00 P. m. |
| Pereira FS - Hotel Tangara  | 2 - 6  | Bello Innovar 80            | Mayor Rafael Cuartas, Pereira      | Grupo B     | 19 de septiembre 8:00 P. m. |
| Huila Futsalón              | 3 - 8  | Caciques del Quindío FSC    | Álvaro Sánchez Silva, Neiva        | Grupo B     | 19 de septiembre 8:00 P. m. |
| Club Real Cafetero          | 4 - 2  | Club Leones de Nariño       | El Sur de Armenia, Armenia         | Grupo B     | 19 de septiembre 8:00 P. m. |
| Real Caldas FS              | 14 - 1 | Club Tolima Syscafé         | Ramón Marín Vargas, Manizales      | Grupo B     | 19 de septiembre 8:00 P. m. |
| Llaneros de Tauramena       | 2 - 2  | Club Faraones de Pitalito   | INDERTA, Tauramena                 | Intergrupos | 20 de septiembre 8:00 A.M.  |

| Independiente Santander  | 4 - 1  | Llaneros de Tauramena       | Edmundo Luna Santos, Bucaramanga           | Grupo A     | 26 de septiembre 8:00 P. m. |
| Heroicos de Cartagena    | 3 - 5  | Esmeraldas de Duitama FSC   | Northon Madrid Picot, Cartagena            | Grupo A     | 26 de septiembre 8:00 P. m. |
| Club Barrancabermeja CF  | 2 - 2  | La Noria FSC - Cundinamarca | Luis Fernando Castellanos, Barrancabermeja | Grupo A     | 26 de septiembre 8:00 P. m. |
| P&Z Bogotá Humana        | 4 - 3  | Ocaña FDS                   | Cayetano Cañizares, Bogotá                 | Grupo A     | 26 de septiembre 8:00 P. m. |
| Club Villavarmy FSC      | 1 - 7  | Club Real Cafetero          | Sacramento Tristancho, San Vicente         | Intergrupos | 26 de septiembre 8:00 P. m. |
| Club Tolima Syscafé      | 2 - 9  | Real Caldas FS              | Séptima Etapa El Jordán, Ibagué            | Grupo B     | 26 de septiembre 8:00 P. m. |
| Club Leones de Nariño    | 28 - 1 | Huila Futsalón              | Sergio Antonio Ruano, Pasto                | Grupo B     | 26 de septiembre 8:00 P. m. |
| Caciques del Quindío FSC | 7 - 3  | Pereira FS - Hotel Tangara  | Municipal de Calarcá, Calarcá              | Grupo B     | 26 de septiembre 8:00 P. m. |
| Bello Innovar 80         | 4 - 0  | Club Faraones de Pitalito   | Tulio Ospina, Bello                        | Grupo B     | 26 de septiembre 8:00 P. m. |

## Cuadro final
En caso de empates en las llaves se definirá la clasificación a través de los penales "( )". El primer equipo en cada llave cierra de local.
|  | Cuartos de final      | Cuartos de final  | Cuartos de final  |   |                   | Semifinales        | Semifinales        | Semifinales        |  |  | Final              | Final              | Final              |
|  | 3 y 10 de octubre     | 3 y 10 de octubre | 3 y 10 de octubre |   |                   | 17 y 23 de octubre | 17 y 23 de octubre | 17 y 23 de octubre |  |  | 1 y 5 de noviembre | 1 y 5 de noviembre | 1 y 5 de noviembre |
|  |                       |                   |                   |   |                   |                    |                    |                    |  |  |                    |                    |                    |
|  | P&Z Bogotá Humana     | 3                 | 4                 |   |                   |                    |                    |                    |  |  |                    |                    |                    |
|  | Real Cafetero         | 4                 | 1                 |   |                   |                    |                    |                    |  |  |                    |                    |                    |
|  | Real Cafetero         | 4                 | 1                 |   | P&Z Bogotá Humana | 6                  | 10                 |                    |  |  |                    |                    |                    |
|  |                       |                   |                   |   | P&Z Bogotá Humana | 6                  | 10                 |                    |  |  |                    |                    |                    |
|  |                       | Real Caldas FS    | 7                 | 4 |                   |                    |                    |                    |  |  |                    |                    |                    |
|  | Real Caldas FS        | Real Caldas FS    | 7                 | 4 | 5                 | 8                  |                    |                    |  |  |                    |                    |                    |
|  | Real Caldas FS        |                   |                   |   | 5                 | 8                  |                    |                    |  |  |                    |                    |                    |
|  | Esmeraldas Duitama    | 0                 | 1                 |   |                   |                    |                    |                    |  |  |                    |                    |                    |
|  |                       |                   |                   |   |                   |                    |                    |                    |  |  | P&Z Bogotá Humana  | 1                  |                    |
|  |                       |                   | Bello Innovar 80  | 1 |                   |                    |                    |                    |  |  |                    |                    |                    |
|  | Bello Innovar 80      | 6                 | 3                 |   |                   |                    |                    |                    |  |  |                    |                    |                    |
|  | Llaneros de Tauramena | 3                 | 2                 |   |                   |                    |                    |                    |  |  |                    |                    |                    |
|  | Llaneros de Tauramena | 3                 | 2                 |   | Bello Innovar 80  | 9                  | 1                  |                    |  |  |                    |                    |                    |
|  |                       |                   |                   |   | Bello Innovar 80  | 9                  | 1                  |                    |  |  |                    |                    |                    |
|  |                       | Indep. Santander  | 2                 | 0 |                   |                    |                    |                    |  |  |                    |                    |                    |
|  | Indep. Santander      | Indep. Santander  | 2                 | 0 | 3                 | 3 (3)              |                    |                    |  |  |                    |                    |                    |
|  | Indep. Santander      |                   |                   |   | 3                 | 3 (3)              |                    |                    |  |  |                    |                    |                    |
|  | Caciques del Quindío  | 2                 | 4 (2)             |   |                   |                    |                    |                    |  |  |                    |                    |                    |

## Cuartos de final
Los ocho equipos clasificados se organizaron en 4 llaves dependiendo de su posición en la reclasificación.
| 3 de octubre de 2015 20:30 | Real Cafetero | 4 : 3 | P&Z Bogotá Humana | Coliseo del Sur, Armenia |  |

| 10 de octubre de 2015 00:00 | P&Z Bogotá Humana | 4 : 1 | Real Cafetero | Coliseo Cayetano Cañizares, Bogotá |  |

| 3 de octubre de 2015 20:00 | Esmeraldas Duitama | 0 : 5 | Real Caldas FS | Coliseo Mayor, Duitama |  |

| octubre de 2015 00:00 | Real Caldas FS | 8 : 1 | Esmeraldas Duitama | Coliseo Jorge Arango Uribe, Manizales |  |

| 3 de octubre de 2015 20:00 | Llaneros de Tauramena | 3 : 6 | Bello Innovar 80 | Coliseo INDERTA, Tauramena |  |

| 10 de octubre de 2015 00:00 | Bello Innovar 80 | 3 : 2 | Llaneros de Tauramena | Coliseo Tulio Ospina, Bello |  |

| 3 de octubre de 2015 20:00 | Caciques del Quindio | 2 : 3 | Independiente Santander | Coliseo Colegio Robledo, Calarcá |  |

| 10 de octubre de 2015 00:00 | Independiente Santander | 3 : 4 (3 : 2 p.) | Caciques del Quindío | Coliseo Edmundo Luna Santos, Bucaramanga |  |

## Semifinal
Los cuatro equipos clasificados se organizaron en 2 llaves.
| 17 de octubre de 2015 20:00 | Real Caldas FS | 7 : 6 | P&Z Bogotá Humana | Coliseo Jorge Arango Uribe, Manizales |  |

| 23 de octubre de 2015 18:00 | P&Z Bogotá Humana | 10 : 4 | Real Caldas FS | Coliseo Cayetano Cañizares, Bogotá |  |

| 17 de octubre de 2015 20:00 | Independiente Santander | 2 : 9 | Bello Innovar 80 | Coliseo Edmundo Luna Santos, Bucaramanga |  |

| 22 de octubre de 2015 20:00 | Bello Innovar 80 | 1 : 0 | Independiente Santander | Coliseo Tulio Ospina, Bello |  |

## Final
Los dos equipos clasificados se disputan el título en dos duelos
| 1 de noviembre de 2015 19:00 | Bello Innovar 80 | 1 : 1   | P&Z Bogotá Humana     | Coliseo Tulio Ospina, Bello |  |
|                              | Jorge Cuervo 14' | Reporte | 15' Jhon Freddy Celis |                             |  |

| 5 de noviembre de 2015 20:00 | P&Z Bogotá Humana | 2 : 6 | Bello Innovar 80 | Coliseo Cayetano Cañizares, Bogotá |  |

| Colombia                               |
| Campeón Bello Innovar 80 Tercer título |